# Mine de fer de Flamanville
La mine de fer de Flamanville dite de Diélette est située en région Normandie, dans le département de Manche au sud de la pointe de la Hague sur la côte ouest du Cotentin face aux îles Anglo-Normandes. Elle est un pluton granitique d'âge hercynien, qui forme une avancée sur la mer haute de 75 mètres, entouré d'un métamorphisme de contact, qui se terminait par une plage riche en galettes ferrugineuse, se  prolongeant sous la mer. Cette mine particulière par son exploitation sous-marine, de façon discontinue de 1862 à 1962, a été définitivement fermée et absorbée par le chantier de la centrale nucléaire de Flamanville.

## Géologie
L'émergence de granite forme la saillie du cap de Flamanville, lié à l'injection de granite de Flamanville et de Barfleur dans le flanc Sud du synclinal de Siouville  constitué de matériaux Paléozoïques détritiques (schistes et grès) du socle Cadonien, plissé nord-ouest/sud-est déversé vers le sud. Voir la carte montrant l'intrusion granitique et l'auréole métamorphique, exploité sous forme de carrière de granite, qui n'est plus exploitée (Le Coquet) et de schiste au sud de Flamanville, alors que la mine a été incorporée dans le chantier de la centrale. La genèse de l'émergence du Batholite formé il y a 320 millions d'années, est survenue à la suite de l'érosion lente de la surface avec altération du granite émergent et l'hydrolyse en surface des plagioclases et de la biotite, moins résistant à l'action de l'eau que le quartz et le feldspath et donnant lieu dans le cadre de l’arène granitique à la libération du fer contenu dans les matériaux ferro-magnésiens.

## Histoire

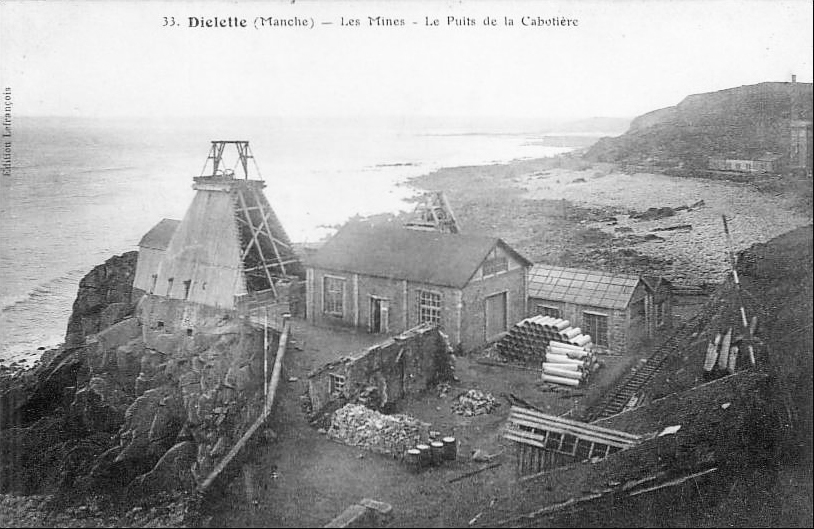
Le chevalement en bois.

Faisant suite aux carrières de granite de Flamanville, très actives aux XVIIe et XVIIIe siècles, et qui faisaient vivre près de 300 ouvriers, pour la production de granite, largement utilisé pour la construction du port de Cherbourg, mais aussi pour la place de la Concorde à Paris, les Mines de fer de Diélette ont présenté le caractère unique en France d'être entièrement situées sous la mer avec la production d'un minerai en fer exceptionnellement riche à la fin du XIXe et surtout au début du XXe siècle.
L'extraction à 150 mètres sous le niveau des eaux de la mer, se faisait dans un réseau de galeries de 15 kilomètres de long et nécessitait un pompage permanent pour que l’eau ne s’y engouffre pas.
Dès le XVIIIe siècle, la présence de minerai riche en fer est connue et donne lieu au ramassage manuel à marée basse sur la plage, ce qui est interdit par un arrêté du préfet de la Manche daté du 30 juin 1859.
L'histoire de la mine est mouvementée, avec une première concession datant de 1860, attribuée à Mr Berard, qui creuse un premier puits, qui est rapidement envahi par l'eau de la marée d'où un arrêt de l'exploitation dès 1862 et sa reprise seulement en 1877 sur une nouvelle concession accordée en 1877, permettant l'extraction de 150 tonnes de minerai.
La mine est rachetée en 1907 par l'allemand August Thyssen malgré l'opposition de la population locale compte tenu du souvenir de la guerre de 1870 mais celui-ci escomptait une production massive de 200 à 300 000 tonnes, d'où la construction d'un transporteur aérien de 650 mètres de long pour le chargement des cargos en mer. À la déclaration de la Première Guerre mondiale en 1914, 400 ouvriers y sont employés mais les biens sont mis sous séquestre et les puits noyés.
Une tentative de relance en 1916 est sous-tendue par la mise en place d'une liaison ferroviaire à partir de Couville pour amener le minerai à Cherbourg, mais elle échoue. C'est en 1923 que la mine est rachetée par l'aviateur François Coli, mais celui-ci disparaît le 8 mai 1927 avec Charles Nungesser, lors de la première tentative de traversée aérienne de l'océan Atlantique nord sans escale entre Paris et New York à bord de L'Oiseau Blanc.
C'est la société Helva Cooper qui fait redémarrer l'activité en 1928 mais l'évacuation par voie maritime du minerai, qui est traité dans les hauts fourneaux suédois et anglais, est largement entravée par les intempéries, car les cargos ne peuvent être chargés qu'à marée haute.
L'activité cesse en 1940 du fait de la Seconde Guerre mondiale et n'est relancée qu'en 1951 par la Société des Mines de May-sur-Orne (Calvados), qui acquiert la concession et assure son fonctionnement  avec 150 personnes jusqu'à sa fermeture définitive le 21 juillet 1962.
Les galeries s'étendaient sur 10 km à une profondeur de 90 à 150 mètres avec une production de 500 tonnes par jour avec un maximum de 670 tonnes en 1952, soit un total évalué à 127 000 tonnes, mais au prix d'une infiltration importante d'eau de mer, estimée à 10 000 m3 par jour, qu'il fallait évacuer par un pompage permanent. Les réserves sont estimées à 30 millions de tonnes et perturbent encore largement les compas des bateaux passant à l'aplomb du fait de son effet de distorsion magnétique.
La mine a donné naissance à la cité Sainte-Barbe de Flamanville dite « cité des Corons ».

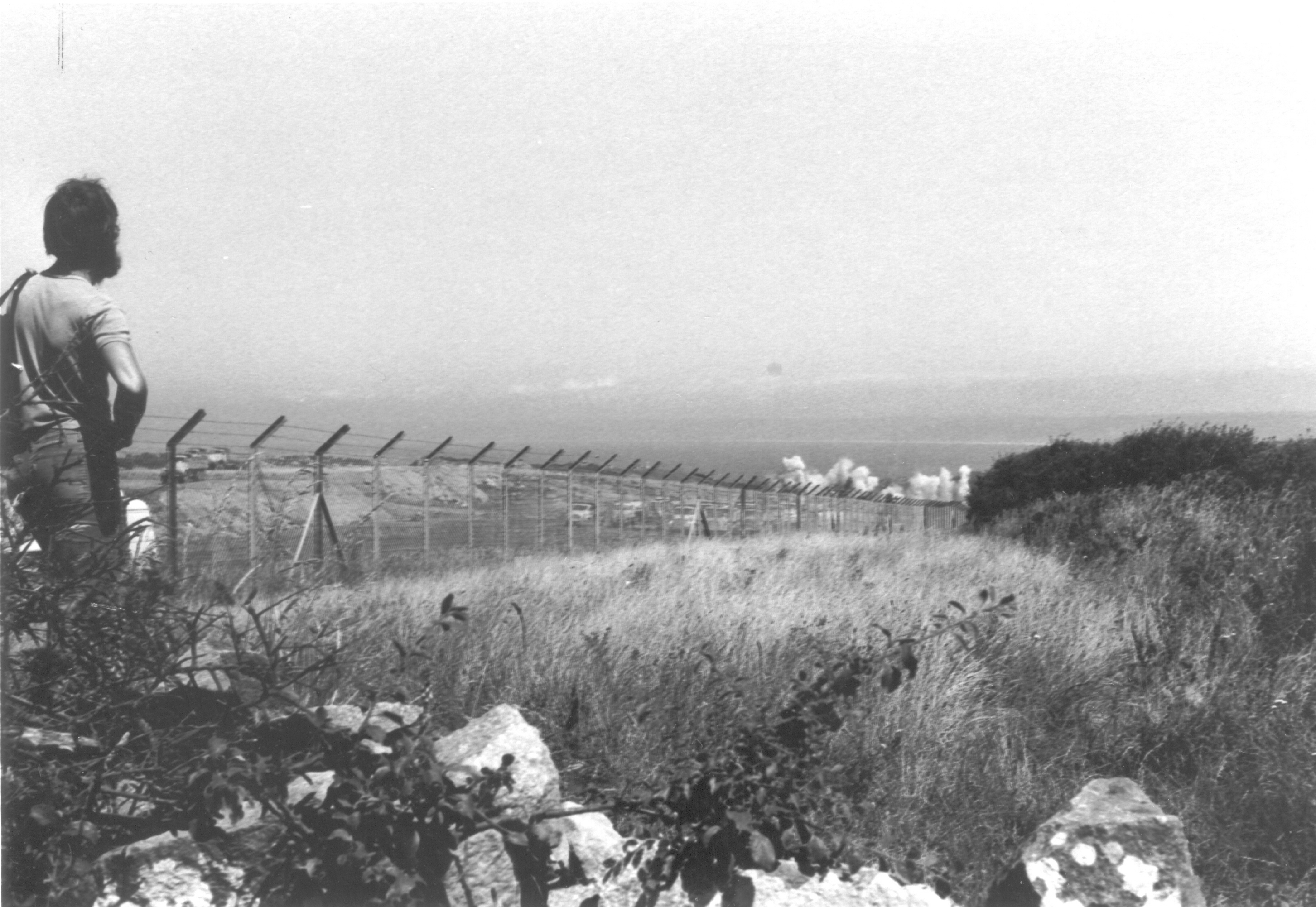
Flamanville 1978, des explosifs détruisent la falaise et l'ancienne mine de fer sous la mer pour faire place à la centrale nucléaire.

Par contre, il ne reste plus aucune trace visible des puits et des zones de stockage, qui ont été absorbés par le chantier de la centrale nucléaire de Flamanville.
La plaque obstruant l'entrée du puits initial est toujours visible à marée basse à gauche de la grande digue du port de Diélette. 
Seul persiste le récif artificiel avec le wharf d'embarquement installé en 1928 , qui est une zone de surveillance de la flore et de la faune, au large de la centrale.

## Patrimoine
L'Association Histoire et patrimoine des mines et carrières de Flamanville-Diélette, organise chaque année le 1er week-end du mois de décembre, à l'occasion de la fête de la sainte Barbe un rassemblement soit à May-sur-Orne soit à Diélette, les anciens mineurs de la Société des mines et produits chimiques de May-sur-Orne et de Diélette.
Une exposition, temporaire au départ, est devenue permanente, animée par des anciens mineurs se visite en juillet et en août à la  mairie de Flamanville

### Filmographie
- Henri Calef, La Maison sous la mer, 90 min, noir et blanc, Les documents cinématographiques, Paris, 1946
- DVD : Calef Henri, La Maison sous la mer du film avec un document de Pierre Poncet datant des années 50 sur la mine de Diélette.
- Pierre-François Lebrun, Diélette, une mine sous la mer, France 3 TV Bretagne, 2017